# Marsden Bay
Marsden Bay est une localité située sur une baie localisée à la pointe sud de Whangarei Harbour (en) dans la région du Northland dans l’île du Nord de la Nouvelle-Zélande.

## Situation
Le côté ouest de Marsden Bay est un village côtier appelé One Tree Point, et le côté est, est constitué du complexe industriel de Marsden Point (en).
La ville de Ruakaka siège à environ 9 km vers le sud ,.

## Toponymie
Le nom Māori pour cette zone est Te Poupouwhenua.

## Histoire
“One Tree Point” fut appelé "Single Tree Point" par le Capitaine Lort Stokes du navire l’Acheron en 1849.
La ville de Marsden, située, où se trouve maintenant “Marsden Point”, était initialement un centre de commerce maritime pour le district du fait de son accès en eau profonde et à cause de sa proximité d’Auckland, plutôt que ce qui est maintenant la ville de Whangarei.
Le gouvernement acheta 200 acres de terrains à cet endroit au milieu des années 1850 et le divisa en sections d’un quart d’acre.
Le développement de l’industrie du bois et surtout du Gomme de kauri (en) changea l’orientation de la colonie de Whangarei.

## Activités
La raffinerie de pétrole de «Marsden Point» fut construite en 1960 et s’étendit dans les années 1980 .

## Éducation
L'école de «One Tree Point School» est une école mixte participant au primaire, allant des années 1 à 6 avec un taux de décile de 4 et un effectif de 181 élèves .L’école fut établie en 1972.

## Voir Aussi
- Liste des villes de Nouvelle-Zélande